# Jeune Garçon soufflant sur un tison
Jeune Garçon soufflant sur un tison est un tableau, mesurant 60,5 × 50,5 cm, réalisé par Le Greco entre 1571 et 1572. Il est conservé au musée de Capodimonte de Naples.